# Stille

Piktogramm für Stille

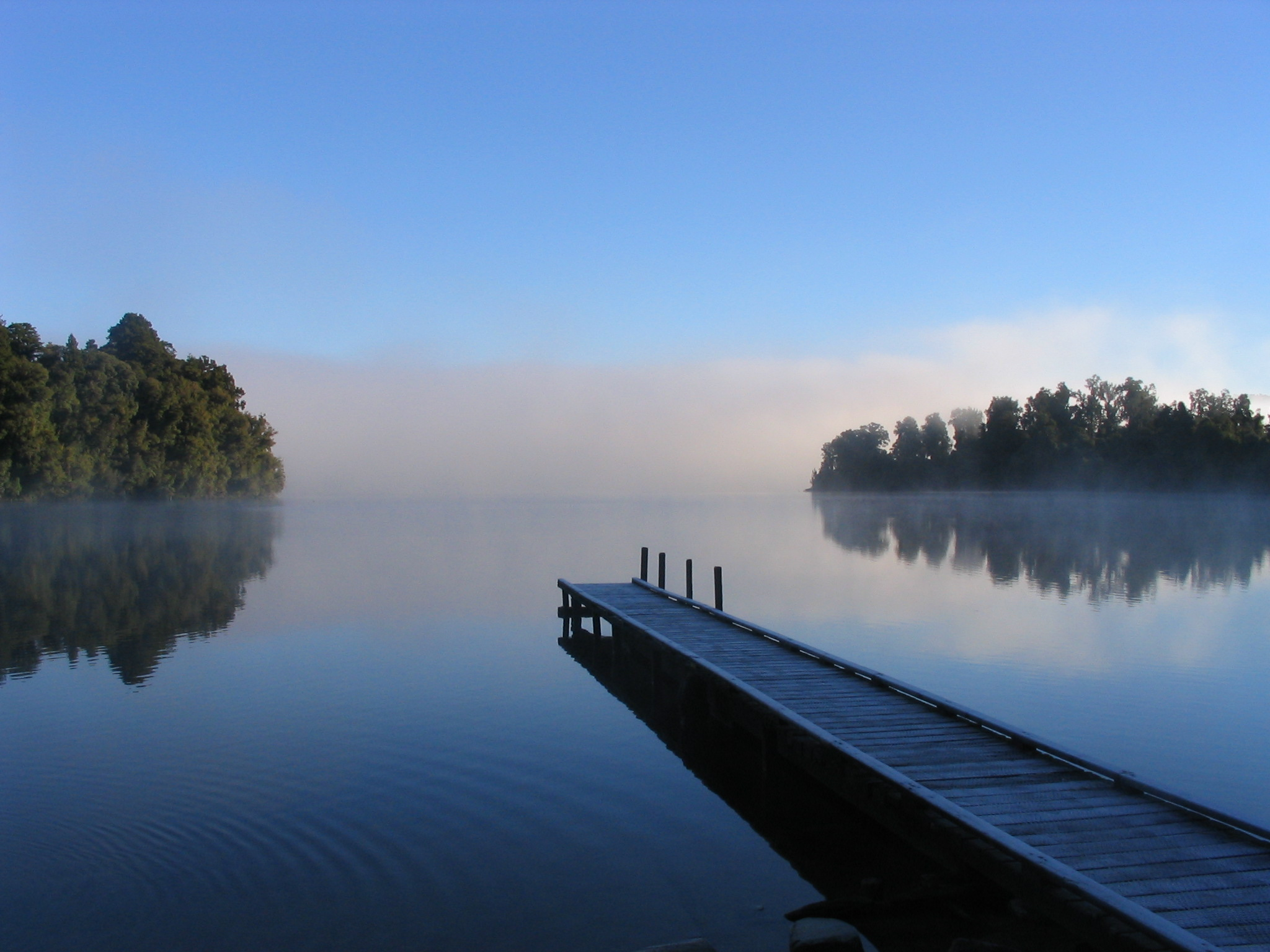
Der stille Mapourika Lake in Neuseeland

Die Stille (von althochdeutsch stilli: ohne Bewegung, ruhig, ohne Geräusch) bezeichnet in der deutschen Sprache die empfundene Lautlosigkeit, Abwesenheit jeglichen Geräusches, aber auch Bewegungslosigkeit. Ihre umgangssprachliche Steigerung ist die Totenstille. Gegenbegriffe sind Geräusch, Lärm und Ähnliches. Stille ist bedeutungsverwandt, aber zu unterscheiden vom Schweigen.
Vom Wort „Stille“ ist das Verb „stillen“ abgeleitet, da der Säugling beim Trinken ruhig wird.

## Wirkung der Stille auf den Menschen

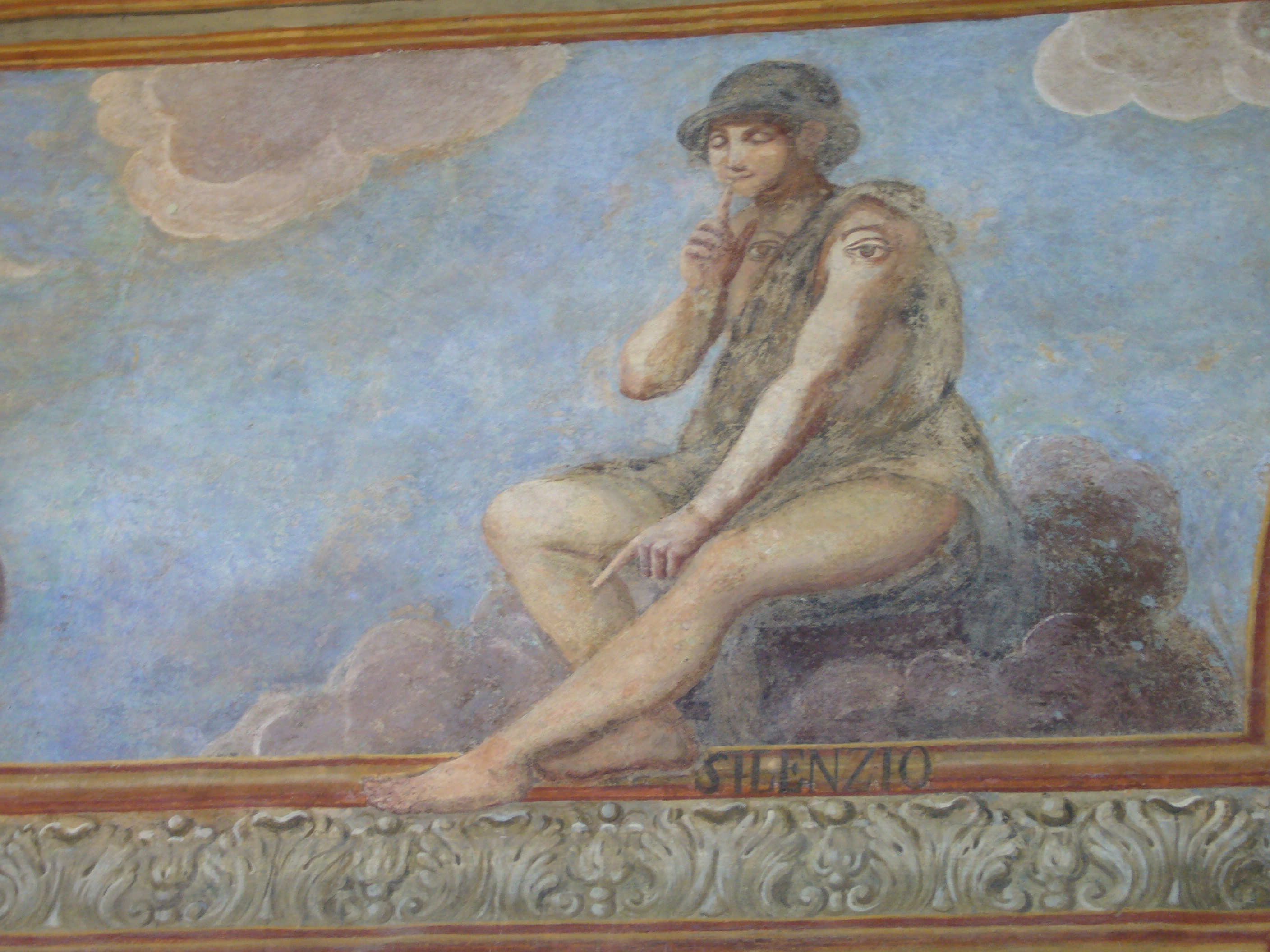
Allegorie der Stille im Kreuzgang des Klosters Santa Chiara in Neapel

Völlige Stille ohne jede Reflexion, wie sie etwa in einer Camera silens herrscht, wird vor allem wegen der damit fehlenden akustischen Orientierung im Raum als unangenehm und beängstigend empfunden, länger anhaltend führt sie zu einer sensorischen Deprivation, wobei es aus Mangel an Außenreizen zu Halluzinationen und zu Denkstörungen kommen kann. Dies wird sogar bei Verhören, Folterungen (Weiße Folter) und zur Gehirnwäsche eingesetzt.
Stille im Sinne von ruhiger Umgebung kann wegen der Abwesenheit von störenden Geräuschen beruhigend wirken, die Konzentration auf eine Tätigkeit, die Leistungsfähigkeit und das Wohlbefinden steigern sowie religiöse Empfindungen unterstützen. Der Mensch ist Geräuschen ausgeliefert, er agiert in seiner Geräuschkulisse. Der Hörsinn ist für den Menschen nicht bewusst beeinflussbar oder abschaltbar, an Lärm kann man sich nicht gewöhnen. Stille ist eine Rahmenbedingung für vielerlei Tätigkeiten oder Bewusstseinszustände:
1. Tätigkeiten, die vorwiegend auf den Hörsinn aufbauen, benötigen häufig Stille, obwohl sie selbst die Stille stören: Musizieren, Telefonieren usw.
2. Stille ist auch eine Voraussetzung für die Konzentration des menschlichen Gehirns bei intensiven Denkprozessen. Pädagogen gehen davon aus, dass die Stille dem Lernprozess förderlicher als ablenkende Geräusche ist.
3. Ebenso wird in Bibliotheken Stille geboten, um die Konzentration auf das Lesen nicht zu stören.
4. Stille ist eine Rahmenbedingung für Entspannungszustände (z. B. autogenes Training). Geräuschkulissen stören die Entspannung, Besinnung und Beschaulichkeit (Kontemplation). Stille spielt deshalb eine wichtige Rolle in Religion und Meditation.

Stille kann die Vorahnung auf ein nahendes (negatives) Ereignis („die Ruhe vor dem Sturm“) symbolisieren oder die Auseinandersetzung mit der Möglichkeit des eigenen Todes. Die bewusst eingesetzte Stille in Bühnenstücken, Spielfilmen oder als rhetorisches Element beim Vortrag von Reden oder Gedichten dient der dramaturgischen Erhöhung der Spannung.
Das Marketing sagt der Stille eine konsumhemmende Wirkung nach. Um den Konsum zu motivieren, wird deshalb in Verkaufsräumen Stille oft mit Hintergrundmusik überdeckt.
Literarisch umschrieb man besonders lautlose Situationen mit „Grabesstille“ oder „Totenstille“ (nicht zu verwechseln mit dem juristischen Begriff der Totenruhe), da man verschiedene sehr geräuscharme Momente mit der Atmosphäre eines menschenleeren Friedhofs oder einer Gruft in Verbindung brachte.

## Bedeutung der Stille in der Religion

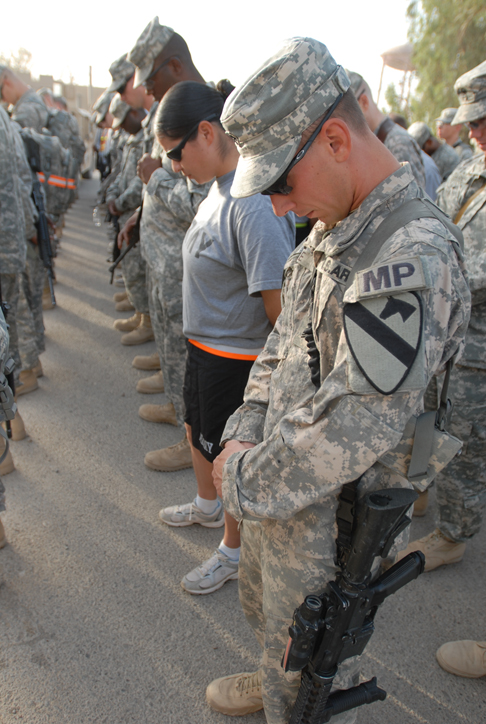
Soldaten verneigen sich während einer Schweigeminute in Kirkuk. Der Marsch gab den Soldaten die Gelegenheit, über die Tragödie nachzudenken, die sich acht Jahre zuvor ereignet hatte.

In vielen Religionen, beispielsweise im Buddhismus und im Daoismus, wird der Stille eine große Bedeutung beigemessen, vor allem, wenn sich der Priester oder die Gläubigen konzentrieren müssen, etwa beim stillen Gebet und der Meditation.
In der Liturgie der katholischen Kirche spielt die Stille nach der Liturgiereform infolge des Zweiten Vatikanischen Konzils als eigenes Element eine Rolle, etwa vor dem Schuldbekenntnis, nach den Lesungen und der Predigt, bei der Gabenbereitung und nach der Kommunion. In den Großen Fürbitten beten die Gläubigen für die Ruhe im eigenen Leben.
Im Pietismus des 18. Jahrhunderts wurde die Stille als ein mystisches Element der Frömmigkeit entdeckt. In Anknüpfung an Luthers Übersetzung „Vnd suchen falsche Sachen widder die stillen jm Lande“ (Ps 35,20 ) zog man sich bewusst und durchaus vernehmlich artikuliert aus der herrschenden Gegenwartskultur „in den stillen Winkel“ zurück. Die als „Stille im Lande“ bekannten Pietisten fanden ihre Basis in der 1780 gegründeten Christentumsgesellschaft. Die heute geläufigen Begriffe Andachtsstille oder Gebetsstille stammen aus dieser Bewegung.
Anachoreten machten sich die Wirkung von Stille zunutze, um sich auf große spirituelle Zusammenhänge konzentrieren zu können.
Die Quäker halten seit der Mitte des 17. Jahrhunderts ihren Gottesdienst in Form einer stillen Andacht, die in der Regel ohne Lieder, Lesungen und Predigten verläuft. Abseits von der Unruhe des Alltags versuchen die Anwesenden, sich der Führung des Geistes anzuvertrauen. Im gemeinsamen aufmerksamen Warten in der Stille werden sie innerlich ruhig, erkennen, was für sie den Sinn des Lebens ausmacht und erfahren Freude und Staunen über die Schöpfung. In der Stille kommen sie dazu, sich so zu akzeptieren, wie sie sind, und sich von Furcht, Ängsten, emotionaler Unordnung und Selbstsucht zu befreien. Sofern sie sich innerlich dazu gedrängt fühlen, lassen Einzelne aus dem Schweigen heraus die Übrigen Anteil nehmen an dem, was sie bewegt. Die Stille dauert in der Regel eine Stunde. In ihr geben Brautpaare ihr Treue-Gelöbnis, werden neugeborene Kinder der Obhut der Gruppe empfohlen und wird der Verstorbenen gedacht. In Afrika, Nord- und Südamerika haben sich daneben andere Andachtsformen mit liturgischen Elementen wie gemeinsam gesprochenen Gebeten entwickelt.

### „In aller Stille“
Die Formulierung „in aller Stille“ bei Bestattungen (auch „ohne Sang und Klang“) drückte ursprünglich aus, dass eine aufwändige Bestattungsfeier mit begleitendem Totengeläut und Kirchengesang nicht erfolgte, etwa weil man diese Leistungen nicht zu bezahlen vermochte, oder der zu Bestattende keinen Rechtsanspruch darauf hatte. Gegenwärtig wird damit eine weniger aufwändige Bestattung im kleinen Kreis bezeichnet.
Abwandlungen beziehungsweise künstlerische Aufnahme erfuhr die Formulierung etwa in
- In aller Stille (Album), Albumtitel
- In aller Stille (Film), Fernsehfilm

## Stille als Thema in der Kunst

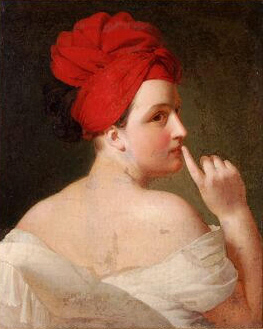
Geste für Stille. La Discrétion, ein Porträt von Pauline Appert von Claude-Marie Dubufe

Die Seltenheit der Lautlosigkeit in der Natur hat sie zum Thema zahlreicher unterschiedlicher Interpretationen gemacht, etwa in Eva Strittmatters Gedichtband Ich mach ein Lied aus Stille (1973) oder in Johann Wolfgang von Goethes Wandrers Nachtlied:

„Über allen Gipfeln

Ist Ruh, 

In allen Wipfeln 

Spürest du 

Kaum einen Hauch; 

Die Vögelein schweigen im Walde. 

Warte nur, balde 

Ruhest du auch.“

Viele Formen der Stille – differenziert nach Ort oder Zeit des Auftretens – wurden zum Gegenstand der Lyrik:
- Bergesstille (Goethe: Wandrers Nachtlied);
- Meeresstille (Joseph von Eichendorff: Meeresstille);
- Windstille (Arnfrid Astel: „WINDstille | in der Mittagshitze. | Das Zittergras | zittert nicht | vor seinem Schatten.“);
- Winterstille (Friedrich Hebbel: Winter-Landschaft: „Unendlich dehnt sie sich, die weisse Fläche, | bis auf den letzten Hauch von Leben leer; | die muntern Pulse stocken längst, die Bäche, | es regt sich selbst der kalte Wind nicht mehr.“), auch im Sinn von Vegetationsruhe gebraucht.

Besonders die Tageszeiten werden als spezifische Stille-Arten beschrieben:
- Morgenstille (Korea wurde poetisch oft „Land der Morgenstille“ genannt);
- Mittagsstille (Theodor Storm: Abseits: „Es ist so still; die Heide liegt | Im warmen Mittagssonnenstrahle“ – siehe auch den „panischen Schrecken“);
- Abendstille (Fritz Jöde: Abendstille überall; Hermann Hersch: „Rings Stille herrscht, es schweigt der Wald, Vollendet ist des Tages Lauf“);
- Nachtstille (Friedrich Gottlieb Klopstock: Die frühen Gräber: „Willkommen, o silberner Mond, | Schöner, stiller Gefährt’ der Nacht!“, Robert Prutz: Nachtstille).

In Friedrich Nietzsches Also sprach Zarathustra wird die Stille mehrfach zum Thema: Die größten Ereignisse – das sind nicht unsre lautesten, sondern unsre stillsten Stunden (Tl. 2, Kap. Von großen Ereignissen); und: Die stillsten Worte sind es, welche den Sturm bringen. Gedanken, die mit Taubenfüßen kommen, lenken die Welt. (Tl. 3, Kap.: Die stillste Stunde).

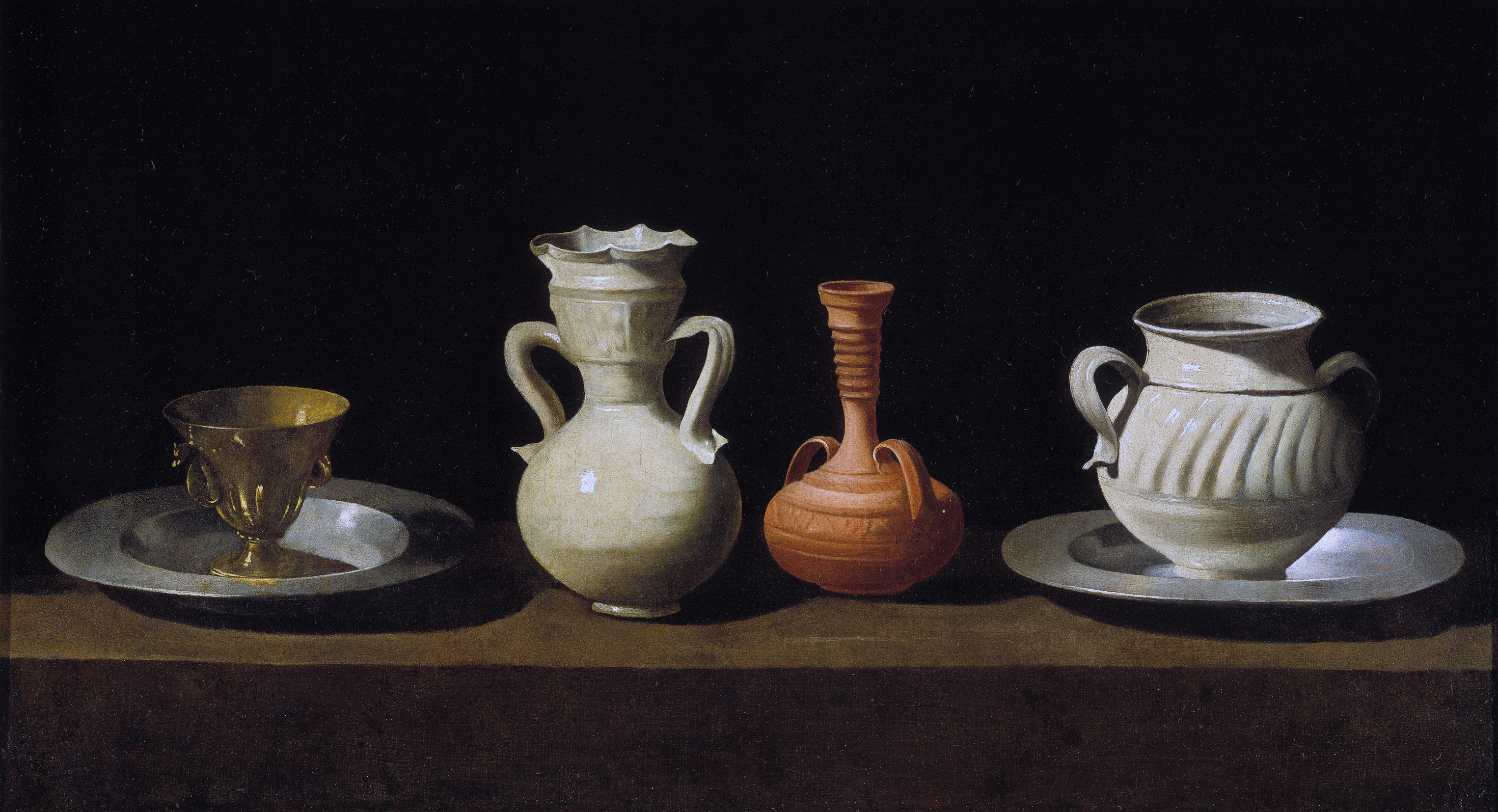
Stillleben mit verschiedenen Vasen (Francisco de Zurbarán 1636, Öl auf Leinwand)

In der Bildenden Kunst ist ein Stillleben das Abbild eines leblosen und bewegungslosen Arrangements von Gegenständen.
Vor allem in der Neuen Musik hat die Beschäftigung mit der Definition von Musik auch zu einer intensiven Auseinandersetzung mit der Thematik der Stille geführt. Bei ihr handelt es sich um ein graduelles Phänomen, das erst im absoluten Zustand, sofern dieser mehr als eine metaphysische Vorstellung ist, mit „Lautlosigkeit“ assoziiert werden kann. Das mit Abstand bekannteste Beispiel ist John Cages Klavierstück 4′33″. Es setzt sich aus drei Sätzen zusammen, die nur aus Pausen bestehen, welche insgesamt die Länge von vier Minuten und dreiunddreißig Sekunden haben. Es finden sich zudem zahlreiche Perspektiven auf die Stille in verschiedenen Musikkulturen. Dem Gedanken einer „Musik der Stille“ – hier wieder im übertragenen Sinne – folgte auch Frederic Mompou mit seinem Werk Musica Callada. Auch in anderen Bereichen der musikalischen Avantgarde, im Rahmen multimedialer Klanginstallationen- und -Performances, insbesondere aber der Ambient-Musik, fand und findet eine Auseinandersetzung mit Stille statt. Im verwandten Genre lowercase ist ihr Einsatz essenziell. Dota Kehr schrieb ein Lied mit dem Titel Stille.
Marcel Marceau charakterisierte die Pantomime als die „Kunst der Stille“.

## Stille im technischen Kontext
Sowohl die Funkstille, die regelmäßige Unterbrechung des Funkverkehrs zum Notrufempfang, als auch die Sendepause, während der Fernseh- oder Hörfunksender aus technischen oder programmbedingten Gründen kein Signal aussenden, haben als Metaphern Eingang in die Alltagssprache gefunden, in der sie einerseits Gesprächs- und Kontaktvermeidung, andererseits die Erwartung eines Schweigens ausdrücken.